# Cadență (muzică)
Cadența indică sfârșitul unei fraze muzicale. 
În analogie cu punctuația, cadențele au o finalitate mai accentuată (punct) sau nu (virgulă). Ele reprezintă un factor important in unitatea și claritatea unei compoziții. 

## Cadența în perioada renascentistă și barocă

### O voce
Modul unei compoziții contrapuntale este clarificat de notele inițiale și cadențe.
| Mod        | Nota initiala | Cadente frecvente |
| ---------- | ------------- | ----------------- |
| Dorian     | Re, La        | Re, La, Fa        |
| Phrygian   | Mi, La, Si    | Mi, La, Sol       |
| Lydian     | Fa, Do        | Fa, Do            |
| Mixolydian | Sol, Re       | Sol, Re, Do       |
| Aeolian    | La, Mi        | La, Re, Do        |
| Ionian     | Do, Sol       | Do, Sol, La       |

### Mai multe voci
"Clausula vera" este o cadență la unison sau cu note separate de o octavă in contrapunctul pe 2 voci. 
Odată cu descoperirea posibilitaților progresiilor armonice, în contrapunct apar cadențe care vor fi folosite extensiv in perioadele clasică si romantică.

## Cadența in perioada clasică si romantică
In perioadele clasică si romantică cadențele clarifică o gama muzicala.
Cadența autentică, V - I, are finalitatea cea mai accentuată.  
Semicadența este o cadență care se termină în V, de exemplu II - V. 
Cadența plagală, IV - I, apare frecvent după o cadenta autentică.
Cadența evitată prezintă un contrast cu formula V - I, de exemplu V - VI.